# دمويات
الدمويات (الاسم العلمي: Hematozoa) هي تحت طائفة من الأسناخ الصبغية تتبع طائفة أكريات الشكل.

## التصنيف
- البوغيات الدموية وأشباهها
  - البوغيات الدموية
    - المتصورات
      - المتصورة